# Anhängerfahrgestell (1-achs.) 1500 kg, Baumuster 41
Das Anhängerfahrgestell (1-achs.) 1500 kg, Baumuster 41 (kurz: Ah. Fgst. (1-achs.) 1500 kg) war ein Grundfahrgestell eines einachsigen Anhängers, welcher für verschiedene Aufbauten mit einem Zusatzgewicht von 1500 kg ausgelegt war.

## Entwicklung
Um eine weitere Vereinheitlichung beim Gerät der Wehrmacht erreichen zu können, wurde ein einachsiger Anhänger mit einer Nutzlast von 1,5 t gebraucht. Somit entstand der Anhängerfahrgestell (1-achs.) 1500 kg, Baumuster 41, bei dem viele Bauteile standardisiert waren.

## Technische Beschreibung
Der Anhänger bestand aus sieben grundlegenden Bauteilen. Das waren der Rahmen, die Tragfedern, die Achse mit Naben, die Räder, die Stützen, die Bremsen und die elektrische Ausrüstung.
Der Rahmen bestand aus zwei U-Längsträgern, welche gabelförmig an der Vorderseite zusammen liefen. Im vorderen Teil des Rahmens gab es eine Zuggabel und es wurden zwei Querträger angeschweißt, welche zur Versteifung dienten. Zwei weitere Querträger, welche sich in der Mitte und am Ende des Rahmens befanden, waren verstellbar und dienten zur Aufnahme verschiedener Aufbauten. Ebenfalls am vorderen Teil des Rahmens befanden sich zwei Handgriffe zum Bewegen des Anhängers per Hand.
Als Tragfedern dienten zwei Halbfedern. Vorn war jede Feder durch einen Federbolzen am Rahmen befestigt. Die Achse war eine Starrachse. Jede Nabe läuft auf zwei Kegelrollenlagern. Jede Nabe hatte acht Radbolzen zum Befestigen der Räder. Die gleiche Achse wurde auch beim Einheitsanhänger E 3 verwendet. Die Räder selber waren Scheibenräder mit einer dreiteiligen Flachbettfelge. Die gleichen Räder wurden auch beim 3 t Lastkraftwagen S- und A-Typ sowie dem Einheitsanhänger E 3 verwendet. Zum Abstützen des Rahmens gab es einen vordere und eine hintere Stütze. Zum Bremsen des Anhängers gab es eine Feststellbremse oder beim angehängten Zustand eine Auflaufbremse. Beim Rückwärtsfahren des Anhängers durch ein Zugfahrzeug musste die Auflaufbremse außer Betrieb genommen werden. An der linken Seite befand sich das Abstandsrücklicht.

## Einsatz
Das Anhängerfahrgestell (1-achs.) 1500 kg wurde für vieles als Trägeranhänger genutzt. So trug das Fahrgestell zum Beispiel das Lichtbogen-Schweißmaschinensatz Typ Kopol 250D.